# Яник Гърс
Яник Робърт Гърс (на английски: Janick Robert Gers) е сред 3-та китаристи и композитор на британската хевиметъл група „Айрън Мейдън“.
Той е от полски произход. Баща му Болеслав е бил офицер в полските военноморски сили.
Яник е водещ китарист в групата White Spirit, докато не се присъединява към „Гилън“ – група, формирана от бившия вокал на „Дийп Пърпъл“ Иън Гилън. След като Gillan се разпада, той се присъединява към Gogmagog, която по онова време включва Пол Диано и Клайв Бър – бивши членове на „Айрън Мейдън“. Гърс свири и с други музиканти, включително с бившия вокал на „Мерилиън“ Фиш.
През 1990 г. записва с Брус Дикинсън „Tattooed Millionaire“ – първия самостоятелен албум на вокала. По време на записите е помолен да замести Ейдриън Смит в „Айрън Мейдън“. Оттогава той е с групата, дори и след завръщането на Смит през 1999 г.
Гърс признава, че най-много са му повлияли Джеф Бек, Ричи Блекмор и ирландският блус китарист Рори Галахър. Гърс прави впечатление с енергичното си присъствие на сцената. Там той често подскача, върти китарата около тялото си и я мята във въздуха.
Той е левичар, както може да се види в DVD диска „Rock in Rio“ да разписва автографи, но свири с дясна ръка.
Гърс открай време използва китара „Фендер Стратокастър“. Неговоте стратокастъри обикновено са черни или бели. Яник има 4 стратокастъра и 1 китара „Гибсън Чет Аткинс“ (полу-акустичен модел за парчета като „Dance of Death“).

## Личен живот
След периода с „Гилън“ Гърс се връща в университета, за да завърши обучение за степен по социология.
Има дъщеря на име Сиан Гърс.

## Дискография
С White Spirit
- White Spirit (1980)

С Gillan
- Double Trouble (1981)
- Magic (1982)

С Иън Гилън
- Gillan's Inn

С Gogmagog
- I Will Be ThereEP (1985)

С Фиш
- Vigil in a Wilderness of Mirrors (1990)

С Брус Дикинсън
- Tattooed Millionaire (1990)

С Iron Maiden
- No Prayer for the Dying (1990)
- Fear of the Dark (1992)
- A Real Live One (Live, 1993)
- A Real Dead One (Live, 1993)
- Live at Donington (Live, 1993)
- The X Factor (1995)
- Virtual XI (1998)
- Brave New World (2000)
- Rock in Rio (Live, 2002)
- Dance of Death (2003)
- Death on the Road (Live, 2005)
- A Matter of Life and Death (2006)